# Королівська битва (2025)
Королівська битва 2025 року (англ. Royal Rumble 2025), також рекламована як Королівська битва: Індіанаполіс (англ. Royal Rumble: Indianapolis) — шоу професійного реслінгу, організоване WWE. Це була 38-а щорічна Королівська битва. Подія відбулася в суботу, 1 лютого 2025 року (за місцевим часом), на Лукас Оіл Стедіум в Індіанаполісі, штат Індіана й стала першою, що не проходила в січні. Шоу транслювалось за принципом PPV та наживо і в ньому брали участь реслери з брендових підрозділів промоушену RAW та SmackDown. Це перше PPV та перший лайвстримінговий ефір WWE, який транслювався на Netflix у більшості ринків за межами США, після того, як WWE Network перейшла на цей сервіс у січні 2025 року.
Подія була організована навколо спеціальному типу матчу — Royal Rumble, за результом якого переможець традиційно отримує матч за світовий титул чемпіона на Реслманії того ж року. У 2025 році переможці серед чоловіків та жінок отримали можливість вибору, за який пояс боротися на Реслманії 41. Переможець серед чоловіків вибирає або Чемпіонство світу у важкій вазі на RAW, або Беззаперечне чемпіонство WWE (2 об'єднані титули) на SmackDown, в той час як переможець серед жінок між Чемпіонством світу серед жінок від RAW та Чемпіонством WWE серед жінок від SmackDown. Жіночу битву виграла представниця SmackDown Шарлотт Флер, а чоловічу — представник RAW Джей Усо. В жіночій битві було поставлено два рекорди на той момент — найдовше знаходження у матчі (Роксанн Перес з показником 1:07:47) і найбільше знищених опоненток (Ная Джакс викинула 9 опоненток). Чоловіча ж битва стала найдовшою в історії з показником у 1:20:15.
Також на шоу відбулися ще два поєдинки за чемпіонські титули бренду SmackDown. У першому з них #DIY (Джонні Гаргано і Томмазо Чампа) перемогли The Motor City Machine Guns (Алекс Шеллі і Кріс Сейбін) з рахунком 2:1 у матчі до двох з трьох фолів і зберегли за собою командний титул чемпіонів WWE, а Коді Роудс переміг Кевіна Оуенса в поєдинку з драбинами за Беззаперечне  чемпіонство WWE. На шоу відбулось повернення Алекси Блісс, Шарлотт Флер, Ніккі Белли, Ей Джея Стайлза й Тріш Стратус, а також виступив Чемпіон світу TNA Джо Гендрі. Це остання Королівська Битва в якій взяв участь Джон Сіна.

## Сюжети
Подія включала поєдинки, які стали результатом розвитку сценарних сюжетних ліній. Результати заздалегідь визначались сценаристами WWE на брендах RAW та SmackDown, а сюжетні лінії створювались і розвивались на щотижневих телевізійних шоу WWE, Monday Night Raw та Friday Night SmackDown.
13 листопада 2024 року було оголошено, що Джон Сіна візьме участь у шоу «Королівська битва», котре стане для нього останнім з даної серії, оскільки Джон оголосив на Money in the Bank 2024 року, що завершить кар'єру наприкінці 2025 року. Під час прем'єри RAW на Netflix 6 січня 2025 року Сіна заявив, що візьме участь безпосередньо у матчі «Королівська битва», щоб отримати можливість виграти свій 17-й світовий титул чемпіона на Реслманії 41.
На Bad Blood у жовтні 2024 року Беззаперечний чемпіон WWE Коді Роудс відклав свої розбіжності з давнім суперником Романом Рейнсом, щоб разом протистояти оновленому Родоводу (Соло Сікоа та Джейкобу Фату). У цьому матчі Роудс і Рейнс здобули перемогу. Після шоу фанати зняли на відео, як Кевін Оуенс вступив у суперечку з Роудсом на парковці біля автобуса Коді, яка завершилася тим, що Кевін напав на нього, таким чином ставши хілом (лиходієм). Оуенс вирішив, що Роудс зрадив його, об'єднавшись із Рейнсом, враховуючи минулі конфлікти Оуенса з Рейнсом і його оригінальним Родоводом. Згодом Роудс і Оуенс зустрілися на Saturday Night's Main Event 14 грудня в матчі за титул. Слідуючи ретро-тематиці 1980-х років Роудс вийшов з поясом чемпіона у версії «Крилатий орел» (англ. Winged Eagle). Під час матчу Оуенс виконав Stunner на Роудсі та утримував його більше ніж три секунди, але рефері випадково випав з рингу після прийому Кевіна. Поки рефері залишався без свідомості, Оуенс взяв стілець і спробував атакувати Роудса, але той перехопив його і виконав Cross Rhodes на Оуенсі прямо на стілець. Після цього рефері отямився і зарахував утримання, завдяки чому Роудс зберіг титул. Після завершення шоу Оуенс напав на Роудса, виконавши на ньому Package Piledriver, і викрав пояс Winged Eagle, оголосивши себе «справжнім чемпіоном». 27 грудня на SmackDown генеральний менеджер бренду Нік Алдіс вимагав, щоб Оуенс повернув пояс, інакше його звільнять. Оуенс заявив, що поверне його лише за умови, що отримає матч-реванш проти Роудса. Алдіс відмовив і сказав, що вимога не підлягає обговоренню. Роудс втрутився і сказав, що не хоче, щоб Оуенс повертав пояс, бо хоче сам помститися і повернути його. Він викликав Оуенса на матч-реванш у форматі поєдинку з драбинами на Royal Rumble, де обидва пояси (чинний чемпіонський та Winged Eagle), будуть підвішені над рингом. Алдіс неохоче затвердив матч.
Після втрати командного чемпіонства WWE у серпні 2024 року команда #DIY (Томмазо Чампа і Джонні Гаргано) пообіцяла зробити все можливе, щоб повернути титули. Однак у цей час з'явилися ознаки напруги між Чампою і Гаргано, оскільки перший почав проявляти більш агресивний характер. 15 листопада на SmackDown Чампа втрутився в титульний матч між «Вуличною Наживою» (англ. Street Profits) (Анджело Доукінс й Монтез Форд) і чинними чемпіонами Motor City Machine Guns (Алекс Шеллі і Кріс Сейбін), атакувавши обидві команди, поки Гаргано намагався його заспокоїти, що ще більше натякало на конфлікт у команді. 6 грудня на SmackDown #DIY перемогли Motor City Machine Guns і повернули титули після того, як Гаргано завдав Сейбіну удару нижче пояса, розкривши, що їхні розбіжності були лише хитрістю й таким чином обидва стали лиходіями. Реванш між командами відбувся 3 січня 2025 року, але матч закінчився без результату через бійку між «Лос Гарза» (англ. Los Garza) (Анхель й Берто) та «Смертельно Красивими» (англ. Pretty Deadly) (Елтон Прінс і Кіт Вілсон), яка перенеслася в ринг. 17 січня Motor City Machine Guns перемогли Los Garza, а на наступному епізоді перемогли й Pretty Deadly. Пізніше, тієї ж ночі Motor City Machine Guns оголосили, що #DIY захищатимуть титули проти них на Royal Rumble у бою до двох фолів (утримань, підкорень або дискваліфікацій) й матч був офіційно затверджений.

## Матчі
| №                                                    | Результати | Умови | Час     |
| ---------------------------------------------------- | --- | --- | ------- |
| 1                                                    | Шарлотт Флер виграла викинувши останньою Роксанн Перес.                                                                                      | Жіночий матч 30-ти учасниць Royal Rumble за титульний поєдинок за світове чемпіонство на Реслманії 41                                                               | 1:10:20 |
| 2                                                    | #DIY (Джонні Гаргано й Томмазо Чампа) (c) перемогли Motor City Machine Guns (Алекс Шеллі та Кріс Сейбін) утриманням опонента з рахунком 2-1. | Командний матч до двох з трьох фолів за Командне чемпіонство WWE | 14:00   |
| 3                                                    | Коді Роудс (c) переміг Кевіна Оуенса знявши обидва пояси.                                                                                    | Матч з драбинами за Беззаперечне чемпіонство WWE Окрім пояса беззаперечного чемпіона, над рингом був підвішений пояс у дизайні "Крилатий орел" часів Ери Відношення | 25:05   |
| 4                                                    | Джей Усо виграв викинувши останнім Джона Сіну.                                                                                               | Чоловічий матч 30-ти учасників Royal Rumble за титульний поєдинок за світове чемпіонство на Реслманії 41                                                            | 1:20:15 |
| \| (c) \| – чемпіон(-и) на момент старту поєдинку \| | | |         |
| (c)                                                  | – чемпіон(-и) на момент старту поєдинку | |         |

### Порядок виходів і вибувань у жіночій Королівській Битві
— RAW
     — SmackDown
     — NXT
     — Член Зали Слави WWE
     — Без бренду
     — Переможниця
| Номер | Учасниця        | Бренд/Статус    | Вибула | Вибита ким             | Час     | Скільки вибила |
| ----- | --------------- | --------------- | ------ | ---------------------- | ------- | -------------- |
| 1     | Ійо Скай        | RAW             | 21     | Ная Джакс              | 1:06:45 | 1              |
| 2     | Лів Морган      | RAW             | 24     | Ная Джакс              | 1:07:00 | 2              |
| 3     | Роксанн Перес   | NXT             | 29     | Шарлотт Флер           | 1:07:47 | 1              |
| 4     | Лайра Валькірія | RAW             | 2      | Айві Найл              | 16:13   | 0              |
| 5     | Челсі Грін      | SmackDown       | 9      | Пайпер Нівен           | 26:52   | 2              |
| 6     | Бі-Фаб          | SmackDown       | 1      | Челсі Грін             | 07:20   | 0              |
| 7     | Айві Найл       | RAW             | 3      | Максін Дюпрі           | 16:29   | 1              |
| 8     | Зої Старк       | RAW             | 5      | Б'янка Белер й Наомі   | 16:58   | 1              |
| 9     | Леш Ледженд     | NXT             | 8      | Челсі Грін             | 17:22   | 0              |
| 10    | Б'янка Белер    | SmackDown       | 23     | Ная Джакс              | 49:17   | 1              |
| 11    | Шейна Базлер    | RAW             | 6      | Бейлі                  | 10:12   | 1              |
| 12    | Бейлі           | RAW             | 26     | Ніккі Белла            | 46:59   | 1              |
| 13    | Соня Девілль    | RAW             | 7      | Ійо Скай               | 06:04   | 1              |
| 14    | Максін Дюпрі    | RAW             | 4      | Pure Fusion Collective | 01:20   | 1              |
| 15    | Наомі           | SmackDown       | 22     | Ная Джакс              | 38:04   | 1              |
| 16    | Джейда Паркер   | NXT             | 10     | Джордін Грейс          | 06:54   | 0              |
| 17    | Пайпер Нівен    | SmackDown       | 14     | Шарлотт Флер           | 24:10   | 1              |
| 18    | Наталья         | RAW             | 11     | Лів Морган             | 17:14   | 0              |
| 19    | Джордін Грейс   | Без бренду      | 15     | Джулія                 | 22:41   | 1              |
| 20    | Мічін           | SmackDown       | 13     | Шарлотт Флер           | 16:59   | 0              |
| 21    | Алекса Блісс    | Без бренду      | 12     | Лів Морган             | 11:01   | 0              |
| 22    | Зеліна Вега     | SmackDown       | 16     | Ная Джакс              | 18:04   | 0              |
| 23    | Кендіс ЛеРей    | SmackDown       | 17     | Тріш Стратус           | 16:32   | 0              |
| 24    | Стефані Вакер   | NXT             | 20     | Ная Джакс              | 19:02   | 0              |
| 25    | Тріш Стратус    | Член Зали Слави | 18     | Ная Джакс              | 13:13   | 1              |
| 26    | Ракель Родрігес | RAW             | 19     | Ная Джакс              | 15:02   | 0              |
| 27    | Шарлотт Флер    | SmackDown       | –      | Переможниця            | 15:04   | 4              |
| 28    | Джулія          | NXT             | 25     | Роксанн Перес          | 10:08   | 1              |
| 29    | Ная Джакс       | SmackDown       | 28     | Шарлотт Флер           | 08:13   | 9              |
| 30    | Ніккі Белла     | Член Зали Слави | 27     | Ная Джакс              | 03:04   | 1              |

### Порядок виходів і вибувань у чоловічій Королівській Битві
— RAW
     — SmackDown
     — TNA
     — Член Зали Слави WWE
     — Зірковий учасник
     — Без бренду
     — Переможець
| Номер | Учасник          | Бренд/Статус          | Вибув | Вибитий ким                 | Час   | Скільки вибив |
| ----- | ---------------- | --------------------- | ----- | --------------------------- | ----- | ------------- |
| 1     | Рей Містеріо     | RAW / Член Зали Слави | 6     | Джейкоб Фату                | 24:41 | 0             |
| 2     | Пента            | RAW                   | 14    | Фінн Балор                  | 42:05 | 1             |
| 3     | Чад Ґейбл        | RAW                   | 5     | Джейкоб Фату                | 21:38 | 0             |
| 4     | Кармело Хейз     | SmackDown             | 1     | Брон Брейккер               | 06:59 | 0             |
| 5     | Сантос Ескобар   | SmackDown             | 2     | Брон Брейккер               | 05:42 | 0             |
| 6     | Отіс             | RAW                   | 3     | Брон Брейккер та IShowSpeed | 09:43 | 1             |
| 7     | Брон Брейккер    | RAW                   | 12    | Роман Рейнс                 | 22:26 | 3             |
| 8     | IShowSpeed       | Зірка                 | 4     | Отіс                        | 00:56 | 1             |
| 9     | Шеймус           | RAW                   | 10    | Роман Рейнс                 | 15:38 | 0             |
| 10    | Джиммі Усо       | SmackDown             | 13    | Джейкоб Фату                | 15:34 | 0             |
| 11    | Андраде          | SmackDown             | 7     | Джейкоб Фату                | 03:17 | 0             |
| 12    | Джейкоб Фату     | SmackDown             | 16    | Браун Строуман              | 24:16 | 4             |
| 13    | Людвіг Кайзер    | RAW                   | 8     | Пента                       | 00:06 | 0             |
| 14    | Міз              | SmackDown             | 9     | Роман Рейнс                 | 05:25 | 0             |
| 15    | Джо Гендрі       | TNA                   | 11    | Роман Рейнс                 | 03:35 | 0             |
| 16    | Роман Рейнс      | SmackDown             | 25    | Сі Ем Панк                  | 37:15 | 4             |
| 17    | Дрю МакІнтайр    | RAW                   | 21    | Деміан Пріст                | 26:55 | 0             |
| 18    | Фінн Балор       | RAW                   | 18    | Джон Сіна й Браун Строуман  | 11:10 | 1             |
| 19    | Шінсуке Накамура | SmackDown             | 15    | Джей Усо                    | 03:17 | 0             |
| 20    | Джей Усо         | RAW                   | –     | Переможець                  | 36:59 | 3             |
| 21    | Ей Джей Стайлз   | SmackDown             | 24    | Логан Пол                   | 21:02 | 1             |
| 22    | Браун Строуман   | SmackDown             | 17    | Джон Сіна                   | 02:12 | 2             |
| 23    | Джон Сіна        | Без бренду            | 29    | Джей Усо                    | 30:31 | 3             |
| 24    | Сі Ем Панк       | RAW                   | 27    | Логан Пол                   | 18:46 | 2             |
| 25    | Сет Роллінс      | RAW                   | 26    | Сі Ем Панк                  | 17:14 | 0             |
| 26    | Домінік Містеріо | RAW                   | 19    | Деміан Пріст                | 04:09 | 0             |
| 27    | Семі Зейн        | RAW                   | 20    | Джей Усо                    | 05:22 | 0             |
| 28    | Деміан Пріст     | SmackDown             | 22    | Ел Ей Найт                  | 06:14 | 2             |
| 29    | Ел Ей Найт       | SmackDown             | 23    | Ей Джей Стайлз              | 05:06 | 1             |
| 30    | Логан Пол        | RAW                   | 28    | Джон Сіна                   | 11:19 | 2             |

## Зауваження
1. ↑  Ійо Скай першою побила рекорд найдовшого перебування в одній Королівській Битві, котрий раніше належав Бейлі, що протрималась 1:03:03 у 2024 році. Опісля цей рекорд був побитий Лів Морган, а потім Роксанн Перес менш ніж за хвилину.
2. ↑  Угруповання трьох реслерок: Шейна Базлер, Зої Старк й Соня Девілль.
3. ↑  Накс офіційно ще не увійшла матч, коли вибивала Вегу з битви.
4. ↑  Перша в історії дворазова переможниця жіночої битви.
5. ↑  Замінив Акіру Тозаву після того, як на того, під час виходу, напав Кармело Хейз.
6. ↑  Отіс вибив IShowSpeed вже покинувши битву.